# Tabascói egyházmegye
A Tabascói egyházmegye (spanyolul: Diócesis de Tabasco, latinul: Diœcesis Tabasquensis) a római katolikus egyház egyik mexikói egyházmegyéje. A Yucatáni főegyházmegye szuffragán egyházmegyéje. Püspöki széke Villahermosa városában található. Székesegyháza a villahermosai székesegyház. Megyéspüspöke Gerardo de Jesús Rojas López.

## Története
Az egyházmegyét a Yucatáni főegyházmegye területéből való leválasztással alapították 1880. május 25-én.

## Megyéspüspökök
- Agustín de Jesús Torres y Hernandez, C.M. (1881 - 1885)
- Perfecto Amézquita y Gutiérrez, C.M. (1886 - 1896)
- Francisco Maria Campos y Angeles (1897 - 1907)
- Leonardo Castellanos y Castellanos (1908 - 1912)
- Antonio Hernández y Rodríguez (1912 - 1922)
- Pascual Díaz y Barreto, S.J. (1922 - 1929)
- Vicente Camacho y Moya (1930 - 1943)
- José de Jesús Angulo del Valle y Navarro (1945 - 1966)
- Antonio Hernández Gallegos (1967 - 1973)
- Rafael Garcia González (1974 - 1992)
- Florencio Olvera Ochoa (1992 - 2002)
- Benjamín Castillo Plascencia (2003 - 2010)
- Gerardo de Jesús Rojas López (2010 - )

## Szomszédos egyházmegyék
- Coatzacoalcosi egyházmegye (nyugat)
- Campechei egyházmegye (kelet)
- San Cristóbal de las Casas-i egyházmegye (délkelet)
- Tuxtla Gutiérrez-i főegyházmegye (dél)

## Fordítás
- Ez a szócikk részben vagy egészben  a   Roman Catholic Diocese of Tabasco című angol Wikipédia-szócikk fordításán alapul.  Az eredeti cikk szerkesztőit annak laptörténete sorolja fel. Ez a jelzés csupán a megfogalmazás eredetét és a szerzői jogokat jelzi, nem szolgál a cikkben szereplő információk forrásmegjelöléseként.